# Liste des gares du Finistère
La liste des gares du Finistère, est une liste des gares ferroviaires, haltes ou arrêts, situées dans le département du Finistère, en région Bretagne.

## Gares ferroviaires des lignes du réseau national
| Nom                    | Type de gare       | Ligne(s) et PK                                                 | Date d'ouverture  | Date de fermeture voyageurs | Date de fermeture marchandises | Altitude | Code UIC | Code TR3A | Coordonnées                 | Image | Remarques |
| ---------------------- | ------------------ | -------------------------------------------------------------- | ----------------- | --------------------------- | ------------------------------ | -------- | -------- | --------- | --------------------------- | ----- | --- |
| Le Ponthou             | Halte              | 420 : 545,046                                                  | Début 1910        |                             | Jamais ouverte                 | 106 m    | 87474429 | PHU       | 48° 34′ 07″ N, 3° 38′ 10″ O |       | P.N. 263 |
| Plouigneau             | Gare               | 420 : 553,412                                                  | 26 avril 1875     | Ouverte                     |                                | 141 m    | 87474411 | PGU       | 48° 33′ 53″ N, 3° 42′ 37″ O |       | |
| Morlaix                | Gare               | 420 : 562,761 447 : 0,000 483 : 0,000                          | 26 avril 1875     | Ouverte                     |                                | 61 m     | 87474338 | MX        | 48° 34′ 41″ N, 3° 49′ 56″ O |       | Correspondance entre les lignes 420 et 447 à voie normale et la ligne 483 à voie métrique. |
| Pleyber-Christ         | Gare               | 420 : 571,844                                                  | 26 avril 1875     | Ouverte                     |                                | 131 m    | 87474320 | PBC       | 48° 30′ 30″ N, 3° 52′ 55″ O |       | |
| Saint-Thégonnec        | Gare               | 420 : 577,355                                                  | 26 avril 1875     | Ouverte                     |                                | 130 m    | 87474312 | STH       | 48° 29′ 39″ N, 3° 56′ 54″ O |       | |
| Guimiliau              | Halte              | 420 : 581,703                                                  | 30 août 1900      | Ouverte                     | Jamais ouverte                 | 112 m    | 87474296 | GMU       | 48° 29′ 07″ N, 3° 59′ 57″ O |       | Ouverte en 1900 ou avant, |
| Landivisiau            | Gare               | 420 : 589,096                                                  | 26 avril 1875     | Ouverte                     |                                | 53 m     | 87474270 | LDI       | 48° 29′ 45″ N, 4° 04′ 55″ O |       | |
| La Roche-Maurice       | Halte              | 420 : 598,957                                                  | 1882              | Ouverte                     | Jamais ouverte                 | 21 m     | 87474262 | ROW       | 48° 28′ 26″ N, 4° 12′ 19″ O |       | Anciennement La Roche (halte) |
| Landerneau             | Gare               | 420 : 603,559 470 : 769,139                                    | 26 avril 1875     | Ouverte                     |                                | 21 m     | 87474239 | LDE       | 48° 27′ 12″ N, 4° 15′ 29″ O |       | Gare commune Ouest / P.O. |
| La Forest              | Arrêt              | 420 : 608,433                                                  |                   | Ouverte                     | Jamais ouverte                 | 14 m     | 87474221 | FOO       | 48° 25′ 35″ N, 4° 18′ 26″ O |       | Avant 1910 |
| Kerhuon                | Gare               | 420 : 614,966                                                  | 26 avril 1875     | Ouverte                     |                                | 33 m     | 87474213 | KHO       | 48° 24′ 35″ N, 4° 23′ 17″ O |       | |
| Le Rody                | Halte              | 420 : 618,332                                                  | Avril 1879,       |                             | Jamais ouverte                 | 18 m     | 87474205 | LDY       | 48° 23′ 57″ N, 4° 25′ 36″ O |       | Ouverte en 1887 ou avant |
| Brest                  | Gare               | 420 : 622,422                                                  | 26 avril 1875     | Ouverte                     | Ouverte                        | 43 m     | 87474007 | BR        | 48° 23′ 16″ N, 4° 28′ 48″ O |       | |
| Taulé                  | Arrêt              | 447 : 9,026                                                    | 1911              |                             | Jamais ouverte                 | 79 m     |          |           | 48° 36′ 08″ N, 3° 53′ 25″ O |       | |
| Taulé Henvic           | Gare               | 447 : 10,962                                                   | 10 juin 1883      |                             | 28 janvier 1991                | 72 m     | 87474510 | THC       | 48° 37′ 03″ N, 3° 54′ 03″ O |       | |
| Henvic Carantec        | Halte              | 447 : 13,145                                                   | 1er juillet 1910  |                             | Jamais ouverte                 | 72 m     |          |           | 48° 37′ 26″ N, 3° 55′ 41″ O |       | Anciennement Kerrichard et Henvic. |
| Plouénan               | Gare               | 447 : 17,212                                                   | 10 juin 1883      |                             | 28 janvier 1991                | 61 m     | 87474551 | PLO       | 48° 38′ 26″ N, 3° 58′ 12″ O |       | |
| Hippodrome de Lanvérec | Arrêt exceptionnel | 447 : 18,042                                                   | 23 mai 1937       |                             | Jamais ouverte                 |          |          |           | 48° 39′ 14″ N, 3° 58′ 36″ O |       | Pas de désignation officielle. L'hippodrome de Lanvérec est celui où se courrent les courses de Saint-Pol-de-Léon. Comme pour la majorité des hippodromes, la desserte se limite aux jours de courses. L'hippodrome ouvre en 1907. L'année 1937 est (jusqu'à preuve du contraire) la seule pour laquelle une desserte ferroviaire est documentée. La dernière course a été courrue en 1999. |
| Saint-Pol-de-Léon      | Gare               | 447 : 21,582                                                   | 10 juin 1883      | 3 juin 2018                 | 28 janvier 1991                | 30 m     | 87474569 | SPL       | 48° 40′ 37″ N, 3° 59′ 15″ O |       | |
| Roscoff                | Gare               | 447 : 28,203                                                   | 10 juin 1883      | 3 juin 2018                 | 28 janvier 1991                | 12 m     | 87474635 | RFF       | 48° 43′ 15″ N, 3° 59′ 00″ O |       | |
| Quimperlé              | Gare               | 470 : 639,694                                                  | 8 septembre 1863  | Ouverte                     |                                | 35 m     | 87476317 | QPL       | 47° 52′ 14″ N, 3° 33′ 12″ O |       | |
| Mellac Le Trévoux      | Halte              | 470 : 645,268                                                  | 16 décembre 1901  |                             |                                | 75 m     | 87476341 | MKX       | 47° 53′ 44″ N, 3° 36′ 23″ O |       | |
| Bannalec               | Gare               | 470 : 653,987                                                  | 8 septembre 1863  |                             |                                | 86 m     | 87474189 | BNC       | 47° 55′ 37″ N, 3° 42′ 24″ O |       | |
| Kerrest                | Halte              | 470 : 660,582                                                  | Mars 1905         |                             |                                | 100 m    |          |           | 47° 57′ 19″ N, 3° 46′ 48″ O |       | |
| Rosporden              | Gare               | 470 : 664,604 476 : 664,604 484 : 48,750                       | 8 septembre 1863  | Ouverte                     |                                | 117 m    | 87474155 | RSP       | 47° 57′ 38″ N, 3° 50′ 02″ O |       | Correspondance entre les lignes 470 et 476 à voie normale et la ligne 484 à voie métrique. |
| Saint-Yvi              | Halte              | 470 : 672,050                                                  | Juin 1905         |                             |                                | 63 m     |          |           | 47° 58′ 31″ N, 3° 55′ 37″ O |       | |
| Quimper                | Gare               | 470 : 684,794 477 : 684,784 478 : 684,784                      | 8 septembre 1863  | Ouverte                     |                                | 6 m      | 87474098 | QR        | 47° 59′ 41″ N, 4° 05′ 32″ O |       | |
| Pont-Quéau             | Halte              | 470 : 696,230                                                  | 1928              |                             |                                | 46 m     |          |           | 48° 03′ 49″ N, 4° 06′ 17″ O |       | |
| Quéménéven             | Gare               | 470 : 702,562                                                  | 12 décembre 1864  |                             |                                | 67 m     | 87474080 | QMN       | 48° 06′ 57″ N, 4° 05′ 08″ O |       | |
| Châteaulin             | Gare               | 470 : 715,235 480 : 56,933 480 : 0,000                         | 12 décembre 1864  | Ouverte                     |                                | 53 m     | 87474064 | CEM       | 48° 12′ 06″ N, 4° 05′ 39″ O |       | Correspondance entre la ligne 470 à voie normale et la ligne 480 à voie métrique. |
| Pont-de-Buis           | Gare               | 470 : 721,814                                                  | 1888              | Ouverte                     |                                | 71 m     | 87474056 | PBU       | 48° 15′ 16″ N, 4° 05′ 11″ O |       | |
| Quimerc’h              | Gare               | 470 : 728,690                                                  | 16 octobre 1867   |                             |                                | 95 m     | 87474049 | QUH       | 48° 16′ 57″ N, 4° 05′ 50″ O |       | |
| Rumengol               | Arrêt exceptionnel | 470 : 732,166                                                  | 11 juin 1949      | 12 juin 1949                | Jamais ouverte                 | 118 m    |          |           | 48° 17′ 29″ N, 4° 07′ 44″ O |       | Arrêt exceptionnel : « À l’occasion du Pardon de la Trinité à Rumengol, tous les trains de voyageurs de la ligne de Quimper à Landerneau des 11 et 12 Juin 1949 s’arrêteront exceptionnellement pour le service voyageurs au passage à niveau n° 543, voisin de Rumengol et situé entre les gares de Quimerch et Hanvec. »                                                                  |
| La Forêt-du-Cranou     |                    | 470 : 736,6                                                    | Avant 1957        | Avant 1975                  | Jamais ouverte                 | 101 m    |          |           | 48° 19′ 09″ N, 4° 06′ 12″ O |       | Ne figure pas sur les horaires de 1975. |
| Hanvec                 | Gare               | 470 : 740,360                                                  | 16 octobre 1867   |                             |                                | 89 m     | 87474031 | HAE       | 48° 20′ 29″ N, 4° 08′ 08″ O |       | |
| Daoulas Irvillac       | Gare               | 470 : 750,580                                                  | 16 octobre 1867   | 1976                        |                                | 49 m     | 87474023 | DAU       | 48° 21′ 33″ N, 4° 14′ 25″ O |       | |
| Dirinon Loperhet       | Gare               | 470 : 758,187                                                  | 16 octobre 1867   | Ouverte                     |                                | 102 m    | 87474015 | DIR       | 48° 23′ 33″ N, 4° 17′ 08″ O |       | |
| La Boissière           | Halte              | 476 : 673,424                                                  |                   | 4 octobre 1959              |                                | 82 m     | 87474379 | BEF       | 47° 55′ 09″ N, 3° 54′ 14″ O |       | |
| Concarneau             | Gare               | 476 : 679,724                                                  | 30 juin 1883      |                             |                                | 22 m     | 87474387 | CCA       | 47° 52′ 40″ N, 3° 55′ 14″ O |       | |
| Pluguffan              |                    | 477 : 694,730                                                  |                   |                             |                                | 76 m     |          |           | 47° 57′ 50″ N, 4° 10′ 16″ O |       | |
| Combrit Tréméoc        |                    | 477 : 700,6                                                    |                   |                             |                                | 36 m     |          |           | 47° 54′ 41″ N, 4° 11′ 56″ O |       | |
| Pont-l’Abbé            | Gare               | 477 : 706,2                                                    | 7 avril 1884      |                             |                                | 3 m      |          |           | 47° 52′ 18″ N, 4° 13′ 31″ O |       | |
| Guengat                |                    | 478 : 695,817                                                  |                   |                             |                                | 80 m     | 87474122 | GGA       | 48° 03′ 17″ N, 4° 12′ 00″ O |       | |
| Le Juch                |                    | 478 : 701,095                                                  |                   |                             |                                | 16 m     | 87474130 | JUC       | 48° 04′ 08″ N, 4° 15′ 21″ O |       | |
| Douarnenez Tréboul     | Gare               | 478 : 708,340                                                  | 7 avril 1884      |                             |                                | 27 m     | 87474114 | DZT       | 48° 05′ 29″ N, 4° 20′ 13″ O |       | |
| Carhaix                | Gare               | 480 : 0,000 483 : 48,952 484 : 0,000 485 : 557,990 487 : 0,000 | 28 septembre 1891 | Ouverte                     |                                | 133 m    |          |           | 48° 16′ 40″ N, 3° 33′ 43″ O |       | Voie métrique. La ligne 485 est convertie à la voie normale en 1967. |
| Port-de-Carhaix        | Gare               | 480 : 5,670 484 : 5,670                                        | 2 août 1896       |                             |                                | 76 m     |          |           | 48° 14′ 29″ N, 3° 35′ 57″ O |       | Voie métrique. |
| Saint-Hernin Cléden    | Halte              | 480 : 11,9                                                     |                   |                             |                                | 66 m     |          |           | 48° 13′ 22″ N, 3° 39′ 14″ O |       | Voie métrique. |
| Spézet Landeleau       | Gare               | 480 : 16,719                                                   | 30 mars 1904      |                             |                                | 60 m     |          |           | 48° 13′ 09″ N, 3° 42′ 06″ O |       | Voie métrique. |
| Kérivarc’h             | Halte              | 480 : 22,285                                                   |                   |                             |                                | 104 m    |          |           | 48° 13′ 14″ N, 3° 45′ 49″ O |       | Voie métrique. |
| Châteauneuf-du-Faou    | Gare               | 480 : 27,926                                                   | 30 mars 1904      |                             |                                | 127 m    |          |           | 48° 11′ 36″ N, 3° 49′ 07″ O |       | Voie métrique. |
| Langalet               | Halte              | 480 : 31,919                                                   |                   |                             |                                | 89 m     |          |           | 48° 12′ 09″ N, 3° 52′ 00″ O |       | Voie métrique. |
| Lennon                 | Gare               | 480 : 35,638                                                   | 30 mars 1904      |                             |                                | 104 m    |          |           | 48° 12′ 57″ N, 3° 54′ 18″ O |       | Voie métrique. |
| Pleyben                | Gare               | 480 : 41,103                                                   | 30 mars 1904      |                             |                                | 95 m     |          |           | 48° 13′ 57″ N, 3° 57′ 53″ O |       | Voie métrique. |
| Saint-Ségal            | Gare               | 480 : 47,919                                                   | 4 août 1906       |                             |                                | 114 m    |          |           | 48° 14′ 07″ N, 4° 02′ 42″ O |       | Voie métrique. |
| Port-Launay            | Gare               | 480 : 51,789                                                   | 4 août 1906       |                             |                                | 49 m     |          |           | 48° 12′ 51″ N, 4° 04′ 05″ O |       | Voie métrique. |
| Châteaulin Ville       | Gare               | 480 : 54,362                                                   | 4 août 1906       |                             |                                | 16 m     |          |           | 48° 11′ 56″ N, 4° 05′ 08″ O |       | Voie métrique. |
| Kerhillec              | Halte              | 480 : 7,919                                                    |                   |                             |                                | 149 m    |          |           | 48° 11′ 18″ N, 4° 10′ 19″ O |       | Voie métrique. |
| Plomodiern Ploéven     | Gare               | 480 : 13,033                                                   | 12 août 1923      |                             |                                | 77 m     |          |           | 48° 10′ 45″ N, 4° 13′ 39″ O |       | Voie métrique. |
| Saint-Nic Pentrez      | Gare               | 480 : 18,681                                                   | 12 août 1923      |                             |                                | 67 m     |          |           | 48° 12′ 04″ N, 4° 16′ 53″ O |       | Voie métrique. |
| Argol                  | Halte              | 480 : 24,0                                                     |                   |                             |                                | 109 m    |          |           | 48° 13′ 38″ N, 4° 19′ 24″ O |       | Voie métrique. |
| Telgruc                | Gare               | 480 : 26,220                                                   | 12 août 1923      |                             |                                | 73 m     |          |           | 48° 14′ 08″ N, 4° 20′ 58″ O |       | Voie métrique. |
| Tal-ar-Groas           | Gare               | 480 : 32,255                                                   | 12 août 1923      |                             |                                | 82 m     |          |           | 48° 14′ 56″ N, 4° 25′ 15″ O |       | Voie métrique. |
| Crozon Morgat          | Gare               | 480 : 37,750                                                   | 12 août 1923      |                             |                                | 71 m     |          |           | 48° 14′ 53″ N, 4° 29′ 35″ O |       | Voie métrique. |
| Perros Saint-Fiacre    | Gare               | 480 : 42,558 481 : 0,000                                       | 14 juin 1925      |                             |                                | 8 m      |          |           | 48° 15′ 57″ N, 4° 32′ 40″ O |       | Voie métrique. |
| Camaret                | Gare               | 480 : 48,150                                                   | 14 juin 1925      |                             |                                | 10 m     |          |           | 48° 16′ 26″ N, 4° 35′ 39″ O |       | Voie métrique. |
| Le Fret                | Gare               | 481 : 3,6                                                      | 14 juin 1925      |                             |                                | 4 m      |          |           | 48° 17′ 06″ N, 4° 30′ 31″ O |       | Voie métrique. |
| Plougonven Plourin     | Gare               | 483 : 9,445                                                    | 28 septembre 1891 |                             |                                | 114 m    |          |           | 48° 31′ 16″ N, 3° 45′ 50″ O |       | Voie métrique. |
| Le Cloître Lannéanou   | Gare               | 483 : 16,120                                                   | 28 septembre 1891 |                             |                                | 217 m    |          |           | 48° 28′ 00″ N, 3° 44′ 51″ O |       | Voie métrique. |
| Kermarzin              | Arrêt              | 483 : 21,914                                                   |                   |                             |                                | 131 m    |          |           | 48° 26′ 01″ N, 3° 43′ 41″ O |       | Figure sur les horaires en octobre 1947. Voie métrique. |
| Scrignac Berrien       | Gare               | 483 : 25,389                                                   | 28 septembre 1891 |                             |                                | 113 m    |          |           | 48° 24′ 45″ N, 3° 42′ 09″ O |       | Voie métrique. |
| Kervallon              | Arrêt              | 483 : 29,176                                                   |                   |                             |                                | 98 m     |          |           | 48° 23′ 05″ N, 3° 41′ 20″ O |       | Voie métrique. |
| Huelgoat Locmaria      | Gare               | 483 : 33,105                                                   | 28 septembre 1891 |                             |                                | 85 m     |          |           | 48° 21′ 09″ N, 3° 41′ 01″ O |       | Voie métrique. |
| Poullaouen             | Gare               | 483 : 38,116                                                   | 28 septembre 1891 |                             |                                | 156 m    |          |           | 48° 20′ 08″ N, 3° 38′ 08″ O |       | Voie métrique. |
| Plounévézel            | Arrêt              | 483 : 43,396                                                   |                   |                             |                                | 136 m    |          |           | 48° 18′ 42″ N, 3° 35′ 12″ O |       | Voie métrique. |
| Motreff                | Gare               | 484 : 12,882                                                   | 2 août 1896       |                             |                                | 137 m    |          |           | 48° 11′ 30″ N, 3° 34′ 13″ O |       | Voie métrique. |
| Scaër                  | Gare               | 484 : 37,1                                                     | 2 août 1896       |                             |                                | 175 m    |          |           | 48° 01′ 30″ N, 3° 42′ 21″ O |       | Voie métrique. |
| Coat-Loc’h             | Halte              | 484 : 42,118                                                   |                   |                             |                                | 130 m    |          |           | 47° 59′ 59″ N, 3° 45′ 18″ O |       | Voie métrique. |
| Kernével               | Arrêt              | 484 : 46,263                                                   |                   |                             |                                | 129 m    |          |           | 47° 58′ 53″ N, 3° 47′ 55″ O |       | Voie métrique. |

## Gares ferroviaires des lignes du réseau d’intérêt local

### Lignes à voie métrique
| Nom                       | Type de gare | Ligne(s) et PK                                                                | Date d'ouverture  | Date de fermeture voyageurs | Date de fermeture marchandises | Altitude | Code UIC | Code TR3A | Coordonnées                 | Image | Remarques |
| ------------------------- | ------------ | ----------------------------------------------------------------------------- | ----------------- | --------------------------- | ------------------------------ | -------- | -------- | --------- | --------------------------- | ----- | --- |
| Brest Local               | Gare         | Brest - Portsall : 0,0                                                        | 24 mai 1893       | 1940                        | 1940                           | 44 m     |          |           | 48° 23′ 16″ N, 4° 28′ 52″ O |       | Gare terminus, d'échange avec le réseau Ouest-État. Rendue inaccessible par les combats de la Seconde Guerre mondiale.                                                      |
| Lambézellec               | Gare         | Brest - Portsall : 3,8                                                        | 24 mai 1893       | 15 septembre 1946           | 15 septembre 1946              | 59 m     |          |           | 48° 24′ 39″ N, 4° 29′ 29″ O |       | |
| Le Rufa                   | Halte        | Brest - Portsall : 6,2                                                        | 26 février 1894   |                             |                                | 48 m     |          |           | 48° 25′ 36″ N, 4° 30′ 21″ O |       | Gare de correspondance |
| Bohars                    | Gare         | Brest - Portsall : 6,9                                                        | 24 mai 1893       | 1er mars 1939               | 1er mars 1939                  | 58 m     |          |           | 48° 25′ 54″ N, 4° 30′ 39″ O |       | |
| Guilers                   | Gare         | Brest - Portsall : 11,7                                                       | 24 mai 1893       | 1er mars 1939               | 1er mars 1939                  | 91 m     |          |           | 48° 25′ 44″ N, 4° 33′ 46″ O |       | |
| Saint-Renan               | Gare         | Brest - Portsall : 16,6                                                       | 24 mai 1893       | 1er mars 1939               | 1er mars 1939                  | 33 m     |          |           | 48° 26′ 03″ N, 4° 37′ 17″ O |       | |
| Lanrivoaré                | Gare         | Brest - Portsall : 21,6                                                       | 14 juillet 1893   | 1er mars 1939               | 1er mars 1939                  | 97 m     |          |           | 48° 28′ 16″ N, 4° 38′ 24″ O |       | |
| Plourin                   | Gare         | Brest - Portsall : 27,3                                                       | 14 juillet 1893   | 1er mars 1939               | 1er mars 1939                  | 69 m     |          |           | 48° 30′ 30″ N, 4° 41′ 06″ O |       | |
| Ploudalmézeau             | Gare         | Brest - Portsall : 31,4                                                       | 14 juillet 1893   | 1er mars 1939               | 1er mars 1939                  | 55 m     |          |           | 48° 32′ 23″ N, 4° 39′ 41″ O |       | |
| Portsall Kersaint         | Gare         | Brest - Portsall : 34,8 Portsall - Porspoder : 0                              | 14 juillet 1899   | 1er mars 1939               | 1er mars 1939                  | 25 m     |          |           | 48° 33′ 08″ N, 4° 41′ 53″ O |       | |
| Kersaint                  | Halte        | Portsall - Porspoder : 1                                                      | 13 mai 1913       | 1er mars 1939               | Jamais ouverte                 | 24 m     |          |           | 48° 32′ 52″ N, 4° 42′ 28″ O |       | |
| Landunvez                 | Gare         | Portsall - Porspoder : 4                                                      | 13 mai 1913       | 1er mars 1939               | 1er mars 1939                  | 25 m     |          |           | 48° 32′ 09″ N, 4° 43′ 36″ O |       | |
| Argenton                  | Gare         | Portsall - Porspoder : 6                                                      | 13 mai 1913       | 1er mars 1939               | 1er mars 1939                  | 18 m     |          |           | 48° 31′ 13″ N, 4° 45′ 04″ O |       | |
| Porspoder                 | Gare         | Portsall - Porspoder : 7,3                                                    | 13 mai 1913       | 1er mars 1939               | 1er mars 1939                  | 23 m     |          |           | 48° 30′ 40″ N, 4° 45′ 44″ O |       | Gare terminus |
| Gouesnou                  | Gare         | Brest - L’Aber-Wrac’h : 11,7                                                  | 26 février 1894   | 15 septembre 1946           | 15 septembre 1946              | 82 m     |          |           | 48° 27′ 10″ N, 4° 27′ 56″ O |       | |
| Plabennec                 | Gare         | Brest - L’Aber-Wrac’h : 17,5                                                  | 26 février 1894   | 15 septembre 1946           | 15 septembre 1946              | 67 m     |          |           | 48° 29′ 47″ N, 4° 25′ 46″ O |       | Gare de correspondance |
| Plouvien                  | Gare         | Brest - L’Aber-Wrac’h : 22,5                                                  | 26 février 1894   | 1er mars 1939               | 1er mars 1939                  | 61 m     |          |           | 48° 31′ 51″ N, 4° 26′ 58″ O |       | |
| Lannilis                  | Gare         | Brest - L’Aber-Wrac’h : 29,7                                                  | 26 février 1894   | 1er mars 1939               | 1er mars 1939                  | 45 m     |          |           | 48° 34′ 12″ N, 4° 30′ 44″ O |       | |
| Le Cosquer                | Halte        |                                                                               | 25 février 1900   | 1er mars 1939               | Jamais ouverte                 | 43 m     |          |           | 48° 34′ 27″ N, 4° 31′ 22″ O |       | |
| Landéda                   | Halte        | Brest - L’Aber-Wrac’h : 33,6                                                  | 25 février 1900   | 1er mars 1939               | Jamais ouverte                 | 42 m     |          |           | 48° 35′ 02″ N, 4° 33′ 33″ O |       | |
| L’Aber-Wrac’h             | Gare         | Brest - L’Aber-Wrac’h : 35,5                                                  | 25 février 1900   | 1er mars 1939               | 1er mars 1939                  | 5 m      |          |           | 48° 35′ 52″ N, 4° 33′ 47″ O |       | Gare terminus |
| Landerneau                | Gare         | Landerneau - Brignogan : 0,0                                                  | 11 juin 1894      | 6 octobre 1946              | 6 octobre 1946                 | 21 m     |          |           | 48° 27′ 12″ N, 4° 15′ 29″ O |       | Gare terminus d'échange avec les réseaux Ouest-État et P.O. |
| Plouédern                 | Halte        |                                                                               | 11 juin 1894      | 6 octobre 1946              | Jamais ouverte                 | 106 m    |          |           | 48° 29′ 12″ N, 4° 15′ 38″ O |       | |
| Trémaouézan Plounéventer  | Gare         | Landerneau - Brignogan : 7                                                    | 11 juin 1894      | 6 octobre 1946              | 6 octobre 1946                 | 92 m     |          |           | 48° 30′ 15″ N, 4° 15′ 31″ O |       | |
| Ploudaniel                | Gare         | Landerneau - Brignogan : 13                                                   | 11 juin 1894      | 6 octobre 1946              | 6 octobre 1946                 | 70 m     |          |           | 48° 32′ 31″ N, 4° 18′ 34″ O |       | |
| Le Folgoët                | Halte        |                                                                               | 11 juin 1894      | 6 octobre 1946              | Jamais ouverte                 | 71 m     |          |           | 48° 33′ 41″ N, 4° 19′ 03″ O |       | |
| Lesneven                  | Gare         | Landerneau - Brignogan : 17 Brest - Lesneven : 30,6                           | 11 juin 1894      | 30 novembre 1946            | 30 novembre 1946               | 64 m     |          |           | 48° 34′ 13″ N, 4° 19′ 04″ O |       | Gare de correspondance |
| Plouider                  | Gare         | Landerneau - Brignogan : 22 Plouider - Saint-Pol-de-Léon : 0,0                | 11 juin 1894      | 30 novembre 1946            | 30 novembre 1946               | 60 m     |          |           | 48° 36′ 28″ N, 4° 17′ 42″ O |       | Gare de correspondance |
| Goulven                   | Gare         | Landerneau - Brignogan : 25                                                   | 11 juin 1894      | 6 octobre 1946              | 6 octobre 1946                 | 4 m      |          |           | 48° 37′ 59″ N, 4° 18′ 12″ O |       | |
| Plounéour-Trez            | Gare         | Landerneau - Brignogan : 27,2                                                 | 11 juin 1894      | 6 octobre 1946              | 6 octobre 1946                 | 11 m     |          |           | 48° 38′ 44″ N, 4° 19′ 44″ O |       | |
| Brignogan                 | Gare         | Landerneau - Brignogan : 29,2                                                 | 11 août 1901      | 6 octobre 1946              | 6 octobre 1946                 | 11 m     |          |           | 48° 39′ 45″ N, 4° 19′ 40″ O |       | |
| Ravéan                    | Halte        |                                                                               | 15 février 1904   | 15 septembre 1946           | Jamais ouverte                 | 83 m     |          |           | 48° 30′ 19″ N, 4° 25′ 39″ O |       | |
| Loc-Maria                 | Gare         |                                                                               | 15 février 1904   | 15 septembre 1946           | 15 septembre 1946              | 45 m     |          |           | 48° 31′ 29″ N, 4° 24′ 18″ O |       | |
| Le Drennec                | Gare         | Brest - Lesneven : 25                                                         | 15 février 1904   | 15 septembre 1946           | 15 septembre 1946              | 46 m     |          |           | 48° 32′ 12″ N, 4° 22′ 35″ O |       | |
| Le Folgoët                | Gare         | Brest - Lesneven : 29                                                         | 15 février 1904   | 15 septembre 1946           | 15 septembre 1946              | 72 m     |          |           | 48° 33′ 40″ N, 4° 20′ 29″ O |       | |
| Tréflez                   | Gare         | Plouider - Saint-Pol-de-Léon : 4                                              | 11 juillet 1904   | 30 novembre 1946            | 30 novembre 1946               | 29 m     |          |           | 48° 37′ 18″ N, 4° 15′ 19″ O |       | |
| Plounévez-Lochrist        | Gare         | Plouider - Saint-Pol-de-Léon : 7                                              | 11 juillet 1904   | 30 novembre 1946            | 30 novembre 1946               | 65 m     |          |           | 48° 36′ 50″ N, 4° 12′ 54″ O |       | |
| Plouescat                 | Gare         | Plouider - Saint-Pol-de-Léon : 14,7 Plouescat - Landivisiau : 0,0             | 11 juillet 1904   | 30 novembre 1946            | 30 novembre 1946               | 30 m     |          |           | 48° 39′ 27″ N, 4° 10′ 06″ O |       | Gare de correspondance |
| Kérider                   | Halte        |                                                                               | 1er juillet 1907  | 30 novembre 1946            | Jamais ouverte                 | 57 m     |          |           | 48° 39′ 40″ N, 4° 08′ 19″ O |       | |
| Cléder                    | Gare         | Plouider - Saint-Pol-de-Léon : 20                                             | 1er juillet 1907  | 30 novembre 1946            | 30 novembre 1946               | 49 m     |          |           | 48° 39′ 44″ N, 4° 06′ 19″ O |       | |
| Sibiril                   | Gare         | Plouider - Saint-Pol-de-Léon : 22                                             | 1er juillet 1907  | 30 novembre 1946            | 30 novembre 1946               | 48 m     |          |           | 48° 39′ 58″ N, 4° 04′ 14″ O |       | |
| Plougoulm                 | Gare         | Plouider - Saint-Pol-de-Léon : 25                                             | 1er juillet 1907  | 30 novembre 1946            | 30 novembre 1946               | 39 m     |          |           | 48° 40′ 13″ N, 4° 02′ 33″ O |       | |
| Saint-Pol-de-Léon         | Gare         | Plouider - Saint-Pol-de-Léon : 29,1                                           | 1er juillet 1907  | 30 novembre 1946            | 30 novembre 1946               | 30 m     |          |           | 48° 40′ 37″ N, 3° 59′ 15″ O |       | Gare terminus, d'échange avec le réseau Ouest-État. |
| Cléder Lanveur            | Arrêt        |                                                                               |                   | 1er mars 1939               | Jamais ouverte                 | 56 m     |          |           | 48° 38′ 25″ N, 4° 07′ 45″ O |       | |
| Tréflaouénan              | Arrêt        |                                                                               |                   | 1er mars 1939               | Jamais ouverte                 | 66 m     |          |           | 48° 37′ 26″ N, 4° 07′ 35″ O |       | Géolocalisation non consolidée |
| Plouzévédé Berven         | Gare         | Plouescat - Landivisiau : 9                                                   | 10 novembre 1912  | 1er mars 1939               | 1er mars 1939                  | 86 m     |          |           | 48° 36′ 07″ N, 4° 06′ 48″ O |       | |
| Le Bant                   | Arrêt        |                                                                               |                   | 1er mars 1939               | Jamais ouverte                 | 52 m     |          |           | 48° 35′ 43″ N, 4° 04′ 54″ O |       | |
| Plouvorn                  | Gare         | Plouescat - Landivisiau : 15                                                  | 10 novembre 1912  | 1er mars 1939               | 1er mars 1939                  | 102 m    |          |           | 48° 34′ 43″ N, 4° 02′ 54″ O |       | |
| Plougourvest              | Gare         | Plouescat - Landivisiau : 19                                                  | 10 novembre 1912  | 1er mars 1939               | 1er mars 1939                  | 109 m    |          |           | 48° 33′ 10″ N, 4° 04′ 45″ O |       | |
| Landivisiau Ville         | Gare         | Plouescat - Landivisiau : 24                                                  | 10 novembre 1912  | 1er mars 1939               | 1er mars 1939                  | 65 m     |          |           | 48° 30′ 36″ N, 4° 04′ 34″ O |       | |
| Landivisiau Transit       | Gare         | Plouescat - Landivisiau : 26 Landivisiau - La Feuillée : 0,0                  | 11 juin 1912      | 1er mars 1939               | 1er mars 1939                  | 53 m     |          |           | 48° 29′ 45″ N, 4° 04′ 55″ O |       | Gare d'échange avec le réseau Ouest-État. |
| Locmélar                  | Gare         | Landivisiau - La Feuillée : 5,1                                               | 11 juin 1912      | 1er avril 1931              | 1er janvier 1936               | 54 m     |          |           | 48° 27′ 47″ N, 4° 04′ 32″ O |       | |
| Ploudiry                  | Halte        | Landivisiau - La Feuillée : 9,3                                               |                   | 1er avril 1931              | Jamais ouverte                 | 80 m     |          |           | 48° 26′ 02″ N, 4° 06′ 18″ O |       | |
| Sizun                     | Gare         | Landivisiau - La Feuillée : 14,5                                              | 11 juin 1912      | 1er avril 1931              | 1er janvier 1936               | 94 m     |          |           | 48° 24′ 10″ N, 4° 04′ 35″ O |       | |
| Kerbrézel                 | Halte        | Landivisiau - La Feuillée : 18,3                                              |                   | 1er avril 1931              | Jamais ouverte                 | 141 m    |          |           | 48° 24′ 56″ N, 4° 01′ 19″ O |       | |
| Commana                   | Gare         | Landivisiau - La Feuillée : 23,2                                              | 11 juin 1912      | 1er avril 1931              | 1er janvier 1936               | 226 m    |          |           | 48° 24′ 36″ N, 3° 57′ 56″ O |       | |
| Le Roc-Trédudon           | Arrêt        | Landivisiau - La Feuillée : 29,425                                            |                   | 1er avril 1931              | Jamais ouverte                 | 341 m    |          |           | 48° 24′ 44″ N, 3° 53′ 43″ O |       | |
| La Feuillée               | Gare         | Landivisiau - La Feuillée : 33,8 La Feuillée - Châteauneuf-du-Faou : 0,0      | 11 juin 1912      | 1er avril 1931              | 1er janvier 1936               | 256 m    |          |           | 48° 23′ 21″ N, 3° 51′ 24″ O |       | |
| Brennilis                 | Gare         | La Feuillée - Châteauneuf-du-Faou : 3,7                                       | 25 novembre 1912  | 1er avril 1931              | 1er janvier 1936               | 253 m    |          |           | 48° 21′ 43″ N, 3° 51′ 03″ O |       | |
| Loqueffret Saint-Herbot   | Gare         | La Feuillée - Châteauneuf-du-Faou : 8,3                                       | 25 novembre 1912  | 1er avril 1931              | 1er janvier 1936               | 259 m    |          |           | 48° 19′ 37″ N, 3° 51′ 04″ O |       | |
| Le Quistillic             | Arrêt        | La Feuillée - Châteauneuf-du-Faou : 11,0                                      |                   | 1er avril 1931              | Jamais ouverte                 | 196 m    |          |           | 48° 19′ 06″ N, 3° 52′ 55″ O |       | |
| Brasparts                 | Gare         | La Feuillée - Châteauneuf-du-Faou : 16,8                                      | 25 novembre 1912  | 1er avril 1931              | 1er janvier 1936               | 97 m     |          |           | 48° 18′ 07″ N, 3° 56′ 35″ O |       | |
| Lannédern                 | Gare         | La Feuillée - Châteauneuf-du-Faou : 20,3                                      | 25 novembre 1912  | 1er avril 1931              | 1er janvier 1936               | 145 m    |          |           | 48° 17′ 38″ N, 3° 54′ 41″ O |       | |
| Le Cloître-Pleyben        | Gare         | La Feuillée - Châteauneuf-du-Faou : 24,9                                      | 25 novembre 1912  | 1er avril 1931              | 1er janvier 1936               | 141 m    |          |           | 48° 16′ 08″ N, 3° 52′ 56″ O |       | |
| Plonévez-du-Faou          | Gare         | La Feuillée - Châteauneuf-du-Faou : 30,1                                      | 25 novembre 1912  | 1er avril 1931              | 1er janvier 1936               | 154 m    |          |           | 48° 15′ 11″ N, 3° 49′ 39″ O |       | |
| Châteauneuf-du-Faou       | Gare         | La Feuillée - Châteauneuf-du-Faou : 37,7 Châteuneuf-du-Faou - Rosporden : 0,0 | 25 novembre 1912  | 1er avril 1931              | 1er janvier 1936               | 128 m    |          |           | 48° 11′ 34″ N, 3° 49′ 05″ O |       | Gare d'échange avec le Réseau Breton |
| Saint-Thois Pont-Pol      | Gare         | Châteuneuf-du-Faou - Rosporden : 5,6                                          | 21 décembre 1912  | 1er avril 1931              | 1er janvier 1936               | 36 m     |          |           | 48° 09′ 56″ N, 3° 51′ 41″ O |       | |
| Laz                       | Halte        | Châteuneuf-du-Faou - Rosporden : 11,1                                         | 21 décembre 1912  | 1er avril 1931              | Jamais ouverte                 | 182 m    |          |           | 48° 07′ 48″ N, 3° 52′ 26″ O |       | |
| Trégourez                 | Gare         | Châteuneuf-du-Faou - Rosporden : 13,8                                         | 21 décembre 1912  | 1er avril 1931              | 1er janvier 1936               | 130 m    |          |           | 48° 06′ 32″ N, 3° 51′ 46″ O |       | |
| Guernilis                 | Arrêt        |                                                                               |                   | 1er avril 1931              | Jamais ouverte                 | 112 m    |          |           | 48° 05′ 28″ N, 3° 50′ 55″ O |       | |
| Coray                     | Gare         | Châteuneuf-du-Faou - Rosporden : 22,0                                         | 21 décembre 1912  | 1er avril 1931              | 1er janvier 1936               | 205 m    |          |           | 48° 03′ 35″ N, 3° 50′ 04″ O |       | |
| Tourc’h                   | Halte        | Châteuneuf-du-Faou - Rosporden : 25,3                                         | 21 décembre 1912  | 1er avril 1931              | Jamais ouverte                 | 185 m    |          |           | 48° 01′ 51″ N, 3° 50′ 34″ O |       | |
| Bois-Jaffray Saint-Guénal | Arrêt        | Châteuneuf-du-Faou - Rosporden : 28,4                                         |                   | 1er avril 1931              | Jamais ouverte                 | 164 m    |          |           | 48° 00′ 26″ N, 3° 50′ 51″ O |       | |
| Elliant                   | Gare         | Châteuneuf-du-Faou - Rosporden : 31,8                                         | 21 décembre 1912  | 1er avril 1931              | 1er janvier 1936               | 116 m    |          |           | 47° 59′ 37″ N, 3° 52′ 58″ O |       | |
| Rosporden                 | Gare         | Châteuneuf-du-Faou - Rosporden : 38,8                                         | 21 décembre 1912  | 1er avril 1931              | 1er janvier 1936               | 117 m    |          |           | 47° 57′ 38″ N, 3° 50′ 02″ O |       | Gare terminus, d'échange avec le réseau P.O. |
| Douarnenez Tréboul        | Gare         | Douarnenez - Audierne : 0,0                                                   | 29 janvier 1894   | 30 novembre 1946            | 30 novembre 1946               | 27 m     |          |           | 48° 05′ 29″ N, 4° 20′ 13″ O |       | Gare terminus, d'échange avec le réseau P.O. |
| Poullan                   | Gare         | Douarnenez - Audierne : 6,7                                                   | 29 janvier 1894   | 30 novembre 1946            | 30 novembre 1946               | 78 m     |          |           | 48° 05′ 01″ N, 4° 25′ 03″ O |       | |
| Beuzec                    | Gare         | Douarnenez - Audierne : 10,8                                                  | 29 janvier 1894   | 30 novembre 1946            | 30 novembre 1946               | 79 m     |          |           | 48° 04′ 27″ N, 4° 28′ 12″ O |       | |
| Pont-Croix                | Gare         | Douarnenez - Audierne : 14,8 Pont-l'Abbé - Pont-Croix : 35                    | 29 janvier 1894   | 30 novembre 1946            | 30 novembre 1946               | 44 m     |          |           | 48° 02′ 41″ N, 4° 29′ 19″ O |       | Gare de correspondance |
| Audierne                  | Gare         | Douarnenez - Audierne : 19,7                                                  | 29 janvier 1894   | 30 novembre 1946            | 30 novembre 1946               | 3 m      |          |           | 48° 01′ 32″ N, 4° 32′ 11″ O |       | Gare terminus |
| Pont-l’Abbé               | Gare         | Pont-l'Abbé - Pont-Croix : 0 Pont-l'Abbé - Saint-Guénolé : 0,0                | 4 juillet 1907    | 30 novembre 1946            | 1er juillet 1963               | 3 m      |          |           | 47° 52′ 18″ N, 4° 13′ 31″ O |       | Gare de correspondance et d'échange avec le réseau P.O. Voie de la ligne Pont-l'Abbé - Saint-Guénolé convertie à la voie normale en 1947 pour le seul service marchandises. |
| Plonéour                  | Gare         | Pont-l'Abbé - Pont-Croix : 7                                                  | 1er octobre 1912  | 1er avril 1931              | 1er janvier 1936               | 71 m     |          |           | 47° 54′ 25″ N, 4° 16′ 43″ O |       | |
| Tréogat                   | Gare         | Pont-l'Abbé - Pont-Croix : 12                                                 | 1er octobre 1912  | 1er avril 1931              | 1er janvier 1936               | 45 m     |          |           | 47° 55′ 17″ N, 4° 19′ 36″ O |       | |
| Pouldreuzic               | Gare         | Pont-l'Abbé - Pont-Croix : 17                                                 | 1er octobre 1912  | 1er avril 1931              | 1er janvier 1936               | 56 m     |          |           | 47° 57′ 24″ N, 4° 21′ 46″ O |       | |
| Plozévet                  | Gare         | Pont-l'Abbé - Pont-Croix : 24                                                 | 1er octobre 1912  | 1er avril 1931              | 1er janvier 1936               | 73 m     |          |           | 47° 59′ 18″ N, 4° 25′ 21″ O |       | |
| Plouhinec                 | Gare         | Pont-l'Abbé - Pont-Croix : 29                                                 | 1er octobre 1912  | 1er avril 1931              | 1er janvier 1936               | 97 m     |          |           | 48° 00′ 44″ N, 4° 28′ 34″ O |       | |
| Pont-l’Abbé Ville         | Halte        |                                                                               | 4 juillet 1907    | 30 novembre 1946            | Jamais ouverte                 | 3 m      |          |           | 47° 52′ 00″ N, 4° 13′ 45″ O |       | Voie de desserte convertie à la voie normale en 1947 pour le seul service marchandises.                                                                                     |
| Plobannalec Lesconil      | Gare         | Pont-l'Abbé - Saint-Guénolé : 6                                               | 4 juillet 1907    | 30 novembre 1946            | 1er juillet 1963               | 16 m     |          |           | 47° 49′ 28″ N, 4° 13′ 53″ O |       | Voie de desserte convertie à la voie normale en 1947 pour le seul service marchandises.                                                                                     |
| Treffiagat                | Gare         | Pont-l'Abbé - Saint-Guénolé : 9                                               | 4 juillet 1907    | 30 novembre 1946            | 1er juillet 1963               | 17 m     |          |           | 47° 48′ 28″ N, 4° 15′ 48″ O |       | Voie de desserte convertie à la voie normale en 1947 pour le seul service marchandises.                                                                                     |
| Guilvinec                 | Gare         | Pont-l'Abbé - Saint-Guénolé : 10                                              | 4 juillet 1907    | 30 novembre 1946            | 1er juillet 1963               | 11 m     |          |           | 47° 48′ 08″ N, 4° 16′ 51″ O |       | Voie de desserte convertie à la voie normale en 1947 pour le seul service marchandises.                                                                                     |
| Penmarc’h                 | Gare         | Pont-l'Abbé - Saint-Guénolé : 15                                              | 4 juillet 1907    | 30 novembre 1946            | 1er juillet 1963               | 7 m      |          |           | 47° 48′ 34″ N, 4° 20′ 20″ O |       | Voie de desserte convertie à la voie normale en 1947 pour le seul service marchandises.                                                                                     |
| Kérity                    | Gare         |                                                                               | 4 juillet 1907    | 30 novembre 1946            | 1er juillet 1963               | 5 m      |          |           | 47° 48′ 13″ N, 4° 21′ 21″ O |       | Voie de desserte convertie à la voie normale en 1947 pour le seul service marchandises.                                                                                     |
| Saint-Guénolé             | Gare         | Pont-l'Abbé - Saint-Guénolé : 17,6                                            | 4 juillet 1907    | 30 novembre 1946            | 1er juillet 1963               | 4 m      |          |           | 47° 48′ 54″ N, 4° 22′ 19″ O |       | Gare terminus. Voie de desserte convertie à la voie normale en 1947 pour le seul service marchandises.                                                                      |
| Quimperlé                 | Gare         | Quimperlé - Concarneau : 0,0                                                  | 9 mars 1903       | 1er janvier 1936            | 1er janvier 1936               | 35 m     |          |           | 47° 52′ 14″ N, 3° 33′ 12″ O |       | Gare terminus, d'échange avec le réseau P.O. |
| La Forêt Clohars          | Halte        | Quimperlé - Concarneau : 4,1                                                  | 9 mars 1903       | 1er janvier 1936            | 1er janvier 1936               | 61 m     |          |           | 47° 50′ 28″ N, 3° 34′ 52″ O |       | |
| Moëlan                    | Gare         | Quimperlé - Concarneau : 8,6                                                  | 9 mars 1903       | 1er janvier 1936            | 1er janvier 1936               | 58 m     |          |           | 47° 48′ 58″ N, 3° 37′ 39″ O |       | |
| Le Guilly                 | Arrêt        |                                                                               |                   | 1er janvier 1936            | Jamais ouverte                 | 18 m     |          |           | 47° 49′ 13″ N, 3° 38′ 39″ O |       | |
| Riec-sur-Belon            | Gare         | Quimperlé - Concarneau : 15,6                                                 | 9 mars 1903       | 1er janvier 1936            | 1er janvier 1936               | 58 m     |          |           | 47° 50′ 45″ N, 3° 41′ 20″ O |       | |
| Pont-Aven                 | Gare         | Quimperlé - Concarneau : 20,3                                                 | 9 mars 1903       | 1er janvier 1936            | 1er janvier 1936               | 18 m     |          |           | 47° 51′ 26″ N, 3° 44′ 35″ O |       | |
| Nizon                     | Halte        |                                                                               | 14 juin 1908      | 1er janvier 1936            | 1er janvier 1936               | 35 m     |          |           | 47° 51′ 37″ N, 3° 45′ 38″ O |       | |
| Névez                     | Gare         | Quimperlé - Concarneau : 27                                                   | 14 juin 1908      | 1er janvier 1936            | 1er janvier 1936               | 42 m     |          |           | 47° 49′ 35″ N, 3° 47′ 50″ O |       | |
| Trégunc                   | Gare         | Quimperlé - Concarneau : 32                                                   | 14 juin 1908      | 1er janvier 1936            | 1er janvier 1936               | 43 m     |          |           | 47° 51′ 23″ N, 3° 50′ 57″ O |       | |
| Lanriec                   | Gare         | Quimperlé - Concarneau : 35                                                   | 14 juin 1908      | 1er janvier 1936            | 1er janvier 1936               | 26 m     |          |           | 47° 52′ 11″ N, 3° 52′ 58″ O |       | |
| Moros                     | Arrêt        |                                                                               |                   | 1er janvier 1936            | Jamais ouverte                 | 6 m      |          |           | 47° 52′ 29″ N, 3° 54′ 20″ O |       | |
| Concarneau Ville          | Gare         | Quimperlé - Concarneau : 37,9                                                 | 14 juin 1908      | 1er janvier 1936            | 1974                           | 3 m      |          |           | 47° 52′ 30″ N, 3° 55′ 00″ O |       | Voie de desserte convertie à la voie normale en 1947 pour le seul service marchandises.                                                                                     |
| Concarneau P.O.           | Gare         | Quimperlé - Concarneau : 39,1                                                 | 1er décembre 1909 | 1er janvier 1936            | 1974                           | 22 m     |          |           | 47° 52′ 40″ N, 3° 55′ 14″ O |       | Gare terminus, d'échange avec le réseau P.O. Voie de desserte convertie à la voie normale en 1947 pour le seul service marchandises.                                        |
| Morlaix Funiculaire       |              |                                                                               |                   |                             |                                | 5 m      |          |           | 48° 34′ 43″ N, 3° 49′ 46″ O |       | Gare terminus, au pied du viaduc, à proximité de la gare basse du funiculaire desservant le port et la gare Ouest-État.                                                     |
| Morlaix Styvel            |              |                                                                               |                   |                             |                                | 5 m      |          |           | 48° 35′ 04″ N, 3° 50′ 04″ O |       | |
| Ploujean                  |              |                                                                               |                   |                             |                                | 5 m      |          |           | 48° 36′ 04″ N, 3° 50′ 40″ O |       | |
| Le Bas-de-la-Rivière      |              |                                                                               |                   |                             |                                | 5 m      |          |           | 48° 37′ 07″ N, 3° 51′ 17″ O |       | |
| Le Dourduff-en-Mer        |              |                                                                               |                   |                             |                                | 8 m      |          |           | 48° 37′ 43″ N, 3° 50′ 34″ O |       | |
| Plouézoc’h                |              |                                                                               |                   |                             |                                | 89 m     |          |           | 48° 38′ 12″ N, 3° 48′ 38″ O |       | |
| Kermouster                |              |                                                                               |                   |                             |                                | 84 m     |          |           | 48° 39′ 01″ N, 3° 47′ 24″ O |       | |
| Saint-Jean-du-Doigt       |              |                                                                               |                   |                             |                                | 74 m     |          |           | 48° 41′ 09″ N, 3° 46′ 31″ O |       | |
| Plougasnou                |              |                                                                               |                   |                             |                                | 73 m     |          |           | 48° 41′ 38″ N, 3° 47′ 35″ O |       | |
| Saint-Nicolas Le Diben    |              |                                                                               |                   |                             |                                | 58 m     |          |           | 48° 41′ 44″ N, 3° 48′ 45″ O |       | |
| Primel-Trégastel          |              |                                                                               |                   |                             |                                | 10 m     |          |           | 48° 42′ 33″ N, 3° 49′ 07″ O |       | |
| Lanmeur                   |              |                                                                               |                   |                             |                                | 115 m    |          |           | 48° 38′ 38″ N, 3° 43′ 02″ O |       | |
| Plouégat-Guérand          |              |                                                                               |                   |                             |                                | 99 m     |          |           | 48° 37′ 43″ N, 3° 41′ 46″ O |       | |
| Pont-Menou                |              |                                                                               |                   |                             |                                | 7 m      |          |           | 48° 38′ 51″ N, 3° 39′ 52″ O |       | |
| Brest Porte-du-Conquet    |              |                                                                               |                   |                             |                                | 33 m     |          |           | 48° 23′ 02″ N, 4° 30′ 15″ O |       | |
| Saint-Pierre-Quilbignon   |              |                                                                               |                   |                             |                                | 90 m     |          |           | 48° 22′ 47″ N, 4° 32′ 11″ O |       | |
| Sainte-Anne-du-Portzic    |              |                                                                               |                   |                             |                                | 67 m     |          |           | 48° 22′ 01″ N, 4° 32′ 49″ O |       | |
| La Trinité                |              |                                                                               |                   |                             |                                | 81 m     |          |           | 48° 22′ 12″ N, 4° 35′ 12″ O |       | |
| Le Trez-Hir               |              |                                                                               |                   |                             |                                | 52 m     |          |           | 48° 21′ 40″ N, 4° 42′ 14″ O |       | |
| Le Conquet                |              |                                                                               |                   |                             |                                | 27 m     |          |           | 48° 21′ 39″ N, 4° 46′ 13″ O |       | |